# Kněžpole
Kněžpole (in tedesco Kniespol) è un comune della Repubblica Ceca facente parte del distretto di Uherské Hradiště, nella regione di Zlín.